# Championnat du Maroc de football 2020-2021
Navigation
Édition précédente Édition suivante
La saison 2020-2021 de la Botola Pro1 Inwi est la 105e édition du Championnat du Maroc de football et la 1re sous l'appellation Botola Pro1 Inwi. Il s'agit de la 10e édition du championnat sous l'ère professionnelle. La saison commencera le 4 décembre 2020 et se terminera le 18 août 2021. Le Wydad AC remporte le 21ème titre de championnat de son histoire.

## Structure
Le championnat met aux prises 16 clubs professionnels. Les équipes promues de 2e division sont le Chabab Mohammédia champion de Botola 2 en titre, et le Maghreb de Fès, quadruple champion qui fait son retour parmi l'élite quatre ans après sa relégation. Les deux relégués de la saison 2019-2020 sont l'Olympique de Khouribga et le Raja de Béni Mellal.

Le début du championnat est repoussé, à cause de la pandémie de Covid-19, au mois de décembre au lieu d'août, la saison précédente ne s'est terminé qu'en octobre.

## Équipes engagées
Les 14 premiers du championnat 2019-2020 et les deux premiers de la Botola 2 2019-2020 participent à la compétition.
Légende des couleurs
- Ligue des champions de la CAF 2020-2021
- Ligue des champions de la CAF 2020-2021
- Coupe de la confédération 2020-2021
- Promu de Botola Pro2

Équipes participantes au titre de la Botola 1 2020-2021
| Club                              | Chiffre d'affaires (millions MAD) 2018-2019 | Classement 2019-2020 | Entraîneur              | Stade                        | Capacité | Dernière montée |
| --------------------------------- | ------------------------------------------- | -------------------- | ----------------------- | ---------------------------- | -------- | --------------- |
| Raja Club Athletic T              | 106,5                                       | 1                    | Lassaad Chabbi          | Stade Mohamed V              | 45 891   | 1956            |
| Wydad Athletic Club V             | 85,1                                        | 2                    | Faouzi Benzarti         | Stade Mohamed V              | 45 891   | 1942            |
| Renaissance de Berkane            |                                             | 3                    | Tarik Sektioui          | Stade municipal de Berkane   | 10 000   | 2012            |
| FUS de Rabat                      |                                             | 4                    | Mustapha El Khalfi      | Stade Moulay Hassan          | 12 000   | 2004            |
| Mouloudia Club d'Oujda            | 32,9                                        | 5                    | Abdeslam Ouaddou        | Stade d'honneur d'Oujda      | 25 000   | 2015            |
| Association sportive des FAR      |                                             | 6                    | Abderrahim Taleb        | Stade Moulay Abdallah        | 50 000   | 1959            |
| Moghreb de Tétouan                |                                             | 7                    | Juan José Maqueda (en)  | Stade Saniat Rmel            | 10 000   | 2005            |
| Rapide club de Oued-Zem           | 21,4                                        | 8                    | Youssef Fertout         | Stade municipal de Oued-Zem  | 5 000    | 2017            |
| Youssoufia de Berrechid           | 12,3                                        | 9                    | Abderrahim Nejjar       | Stade municipal de Berrechid | 10 000   | 2018            |
| Hassania d'Agadir                 |                                             | 10                   | Mounir Chebil           | Stade Adrar                  | 45 480   | 1996            |
| Difaâ d'El Jadida                 | 49,2                                        | 11                   | Abdelhak Benchikha      | Stade Ben Ahmed El Abdi      | 15 000   | 2005            |
| Renaissance Club Athletic Zemamra |                                             | 12                   | Othman El Assas         | Stade municipal de Zemamra   | 5 000    | 2018            |
| Olympique de Safi                 | 27,5                                        | 13                   | Abdelhadi Sektioui      | Stade El Massira             | 10 000   | 2004            |
| IR Tanger                         |                                             | 14                   | Driss El Mrabet (en)    | Stade Ibn Batouta            | 45 000   | 2015            |
| Sporting Chabab Mohammédia        |                                             | 1er de la Botola 2   | Mohamed Amine Benhachem | Stade Bachir                 | 20 000   | 2020            |
| Maghreb de Fès                    |                                             | 2e de la Botola 2    | Abdelatif Jrindou       | Stade de Fès                 | 45 000   | 2020            |

### Changements d'entraîneur
| Club               | Entraîneur partant | Motif du départ | Date de départ | Position | Entraîneur arrivant | Date d'arrivée |
| ------------------ | ------------------ | --------------- | -------------- | -------- | ------------------- | -------------- |
| Raja Club Athletic | Jamal Sellami      | Démission       | 6 avril 2021   | 2e       | Lassaad Chabbi      | 13 avril 2021  |

## Classement
| Rang | Équipe          | Pts | J  | G  | N  | P  | Bp | Bc | Diff |
| ---- | --------------- | --- | -- | -- | -- | -- | -- | -- | ---- |
| 1    | Wydad AC        | 67  | 30 | 20 | 7  | 3  | 58 | 26 | +32  |
| 2    | Raja CA         | 59  | 30 | 17 | 8  | 5  | 48 | 26 | +22  |
| 3    | AS FAR          | 51  | 30 | 14 | 9  | 7  | 39 | 29 | +10  |
| 4    | RS Berkane      | 45  | 30 | 13 | 6  | 11 | 37 | 36 | +1   |
| 5    | MC Oujda        | 42  | 30 | 12 | 6  | 12 | 38 | 35 | +3   |
| 6    | HUS Agadir      | 37  | 30 | 9  | 10 | 11 | 23 | 24 | -1   |
| 7    | Maghreb AS      | 36  | 30 | 7  | 15 | 8  | 30 | 34 | -4   |
| 8    | IR Tanger       | 36  | 30 | 10 | 6  | 14 | 29 | 36 | -7   |
| 9    | Fath US         | 35  | 30 | 8  | 11 | 11 | 32 | 36 | -4   |
| 10   | SCC Mohammedia  | 35  | 30 | 7  | 14 | 9  | 26 | 25 | +1   |
| 11   | OC Safi         | 35  | 30 | 8  | 11 | 11 | 30 | 41 | -11  |
| 12   | DH El Jadida    | 35  | 30 | 9  | 8  | 13 | 32 | 40 | -8   |
| 13   | Rapide Oued Zem | 33  | 30 | 7  | 12 | 11 | 28 | 36 | -8   |
| 14   | CAY Berrechid   | 33  | 30 | 7  | 12 | 11 | 23 | 33 | -10  |
| 15   | MA Tétouan      | 32  | 30 | 6  | 14 | 10 | 36 | 43 | -7   |
| 16   | RCA Zemamra     | 30  | 30 | 7  | 9  | 14 | 31 | 40 | -9   |

Qualifications africaines
- Ligue des champions de la CAF 2021-2022
- Coupe de la confédération 2021-2022
- Relégation en Botola 2

Abréviations
T : Tenant du titre

C : Vainqueur de la Coupe du trône 2021

P : Promus de Botola 2 2019-2020

## Résultats
| Résultats (▼dom., ►ext.)                                   | RCA | WAC | RSB | FUS | MCO | FAR | MAT | RCOZ | CAYB | HUSA | DHJ | RCAZ | OCS | IRT | SCCM | MAS |
| Raja CA                                                    |     | 1-2 | 0-1 | 1-1 | 3-0 | 3-2 | 4-1 | 3-2  | 1-1  | 0-1  | 2-0 | 1-0  | 2-0 | 2-0 | 1-0  | 1-0 |
| Wydad AC                                                   | 2-0 |     | 4-0 | 3-2 | 1-1 | 2-0 | 4-2 | 2-0  | 2-0  | 3-0  | 4-2 | 0-0  | 3-1 | 2-4 | 1-1  | 2-0 |
| RS Berkane                                                 | 0-1 | 0-2 |     | 3-2 | 3-1 | 1-2 | 1-1 | 0-0  | 1-1  | 1-0  | 2-0 | 2-0  | 3-0 | 1-2 | 1-1  | 1-1 |
| Fath US                                                    | 3-3 | 0-0 | 3-1 |     | 0-3 | 2-1 | 2-1 | 0-0  | 1-2  | 0-0  | 1-1 | 1-2  | 2-1 | 0-1 | 2-0  | 0-1 |
| MC Oujda                                                   | 0-2 | 0-2 | 0-1 | 0-1 |     | 1-2 | 1-2 | 0-0  | 3-1  | 1-0  | 4-0 | 1-2  | 3-2 | 0-0 | 3-2  | 3-0 |
| AS FAR                                                     | 1-1 | 0-0 | 3-1 | 0-0 | 1-0 |     | 2-3 | 1-1  | 3-2  | 0-2  | 1-0 | 2-1  | 0-0 | 2-1 | 1-1  | 3-2 |
| MA Tétouan                                                 | 2-3 | 2-2 | 2-3 | 2-2 | 0-1 | 0-0 |     | 1-1  | 0-0  | 2-1  | 2-2 | 3-0  | 1-3 | 1-0 | 0-2  | 0-0 |
| Rapide Oued Zem                                            | 0-2 | 0-1 | 1-3 | 2-1 | 1-1 | 0-0 | 2-1 |      | 2-0  | 0-1  | 0-2 | 3-2  | 2-1 | 1-2 | 3-2  | 0-0 |
| CAY Berrechid                                              | 1-0 | 0-1 | 1-0 | 2-1 | 0-1 | 1-1 | 0-3 | 1-1  |      | 0-0  | 0-1 | 1-1  | 0-0 | 1-0 | 0-1  | 1-1 |
| HUS Agadir                                                 | 0-0 | 3-5 | 1-2 | 0-0 | 1-0 | 0-1 | 1-1 | 3-1  | 2-1  |      | 2-0 | 1-0  | 2-0 | 0-1 | 0-0  | 1-1 |
| DH El Jadida                                               | 0-0 | 0-1 | 3-1 | 3-1 | 2-2 | 1-0 | 2-2 | 1-1  | 2-3  | 1-0  |     | 1-0  | 0-1 | 0-0 | 0-0  | 1-2 |
| RCA Zemamra                                                | 1-1 | 1-2 | 0-2 | 1-0 | 3-4 | 0-2 | 3-0 | 1-1  | 0-0  | 1-0  | 1-0 |      | 1-2 | 4-1 | 1-1  | 1-1 |
| OC Safi                                                    | 2-2 | 2-1 | 0-0 | 0-1 | 0-0 | 0-3 | 0-0 | 2-1  | 1-1  | 1-0  | 4-3 | 2-2  |     | 1-1 | 1-1  | 1-1 |
| IR Tanger                                                  | 0-3 | 3-2 | 0-2 | 1-2 | 1-2 | 1-2 | 1-1 | 0-1  | 2-0  | 1-1  | 0-1 | 2-0  | 1-0 |     | 0-1  | 0-0 |
| SCC Mohammedia                                             | 1-2 | 1-1 | 2-0 | 0-0 | 0-1 | 0-2 | 0-0 | 0-0  | 0-1  | 0-0  | 2-0 | 1-0  | 3-0 | 1-2 |      | 1-1 |
| Maghreb AS                                                 | 2-3 | 0-1 | 2-0 | 1-1 | 2-1 | 2-1 | 0-0 | 2-1  | 1-1  | 0-0  | 1-3 | 2-2  | 1-2 | 2-1 | 1-1  |     |
| - Victoire à domicile - Match nul - Victoire à l'extérieur |     |     |     |     |     |     |     |      |      |      |     |      |     |     |      |     |

Dernière mise-à-jour à 28 juillet 2021 à 23h36 UTC

## Statistiques

### Buts marqués par journée
Ce graphique représente le nombre de buts marqués lors de chaque journée :

### Meilleurs buteurs
|    | Buteur                | Club              | Buts | Matchs joués | Ratio |
| -- | --------------------- | ----------------- | ---- | ------------ | ----- |
| 1  | Ayoub El Kaabi        | Wydad AC          | 18   | 29           | 0,62  |
| 2  | Ben Malango           | Raja CA           | 16   | 27           | 0,59  |
| 3  | Soufiane Rahimi       | Raja CA           | 14   | 29           | 0,48  |
| 4  | Axel Méyé             | IR Tanger         | 12   | 28           | 0,42  |
| 5  | Salaheddine Benyachou | Olympique de Safi | 9    | 29           | 0,31  |
| 6  | El Mehdi El Bassil    | FUS Rabat         | 9    | 29           | 0,31  |
| 7  | Demba Camara          | MC Oujda          | 8    | 20           | 0,40  |
| 8  | Oussama Lamlioui      | SCC Mohammédia    | 8    | 21           | 0,38  |
| 9  | Alaeddine Ajaray      | MAS de Fès        | 8    | 24           | 0,33  |
| 10 | Youssef Fahli         | HUS Agadir        | 8    | 29           | 0,27  |

Source: kooora.com

### Meilleurs passeurs
|    | Passeurs         | Club            | Passes décisives | Matchs joués | Ratio |
| -- | ---------------- | --------------- | ---------------- | ------------ | ----- |
| 1  | Soufiane Rahimi  | Raja CA         | 12               | 29           | 0,41  |
| 2  | Mohamed Ounajem  | Wydad AC        | 11               | 21           | 0,52  |
| 3  | Walid Sabbar     | OC Safi         | 10               | 23           | 0,43  |
| 4  | Abdelilah Hafidi | Raja CA         | 9                | 21           | 0,43  |
| 5  | Reda Slim        | AS FAR          | 8                | 25           | 0,32  |
| 6  | Adam Ennafati    | MC Oujda        | 7                | 23           | 0,30  |
| 6  | Muaid Ellafi     | Wydad AC        | 7                | 24           | 0,29  |
| 8  | Hamza Khabba     | OC Safi         | 6                | 24           | 0,25  |
| 9  | Soufiane Hariss  | Rapide Oued-Zem | 6                | 25           | 0,24  |
| 10 | Abdoulaye Diarra | MAS Fès         | 6                | 25           | 0,24  |

### Autres statistiques
- Premier but de la saison :  Salaheddine Icharane   80e lors de SCC Mohammédia - MA Tétouan (2-0) le 4 décembre 2020 (1re journée)
- Dernier but de la saison :
- Premier penalty :
  - Transformé :  Ismail Moutaraji   87e lors de SCC Mohammédia - MA Tétouan (2-0) le 4 décembre 2020 (1re journée)
  - Raté :  Ismail Khafi  78e lors de MC Oujda - Fath US (1-0) le 10 décembre 2020 (2e journée)
- Premier but sur coup franc direct :  Soufiane Rahimi   65e lors de RS Berkane - Raja CA (0-1) le 19 décembre 2020 (4e journée).
- Premier but contre son camp :  Ayoub Lakred   37e lors de Maghreb AS - AS FAR (2-1) le 4 décembre 2020 (1re journée)
- But le plus rapide d'une rencontre :  Mohamed El Fakih   6e (pen.) lors de Maghreb AS - CAY Berrechid (1-1) le 12 décembre 2020 (3e journée)
- But le plus tardif d'une rencontre :  Mouhcine Iajour   96e lors de RC Oued Zem - RS Berkane (1-3) le 13 décembre 2020 (3e journée)
- Premier doublé :   El Mehdi Karnass   55e   89e lors de OC Safi - DH El Jadida (4-3) le 5 décembre 2020 (1re journée)
- Doublé le plus rapide : 9 minutes -  Youssef Fahli   10e   19e lors de HUS Agadir - OC Safi (2-0) le 27 décembre 2020 (5e journée).
- Premier triplé :
- Triplé le plus rapide :  minutes
- Plus grand nombre de buts dans une rencontre pour un joueur : 4 buts
  -  Salaheddine Benyachou   8e   11e   15e   39e lors de OC Safi - DH El Jadida (4-3) le 5 décembre 2020 (1re journée)
- Premier carton jaune :  Abdelhak Assal  52e lors de SCC Mohammédia - MA Tétouan (2-0) le 4 décembre 2020 (1re journée)
- Premier carton rouge :  Yassine Rami   76e lors de HUS Agadir - IR Tanger (0-1) le 6 décembre 2020 (1re journée)
- Plus large victoire à domicile : 3 buts d'écart : Raja CA - MC Oujda (3-0) le 13 décembre 2020 (3e journée)
- Plus large victoire à l'extérieur : buts d'écart
- Plus grand nombre de buts dans une rencontre : 7 buts lors de OC Safi - DH El Jadida (4-3) le 5 décembre 2020 (1re journée)
- Plus grand nombre de buts dans une mi-temps :
  - en 1re mi-temps : 5 buts lors de OC Safi - DH El Jadida (4-3) le 5 décembre 2020 (1re journée)
  - en 2e mi-temps : 3 buts lors de Raja CA - MC Oujda (3-0) le 13 décembre 2020 (3e journée)
- Plus grand nombre de buts dans une mi-temps pour une équipe : 4 buts lors de OC Safi - DH El Jadida (4-3) le 5 décembre 2020 (1re journée)
- Champion d'automne : Wydad AC
- Champion : Wydad AC

## Parcours en Coupes d'Afrique
Le parcours des équipes marocains en coupes d'Afrique détermine le coefficient de la CAF, et donc le nombre de clubs marocains pouvant représenter leurs pays lors des compétitions interclubs africaines.
| Club                 | Compétition               | Résultat          | Ultime adversaire |
| -------------------- | ------------------------- | ----------------- | ----------------- |
| Wydad AC             | Ligue des champions       | Demi-Finale       | Kaizer Chiefs     |
| Raja CA              | Ligue des champions       | Tour préliminaire | Teungueth FC      |
| RS Berkane           | Coupe de la confédération |                   |                   |
| Tihad Athletic Sport | Coupe de la confédération |                   | Nkana FC          |
| RS Berkane           | Supercoupe d'Afrique      |                   | Al Ahly SC        |